# Danezi
Danezii (în daneză danskere) sunt un popor germanic din Europa de Nord care formeazǎ populația etnică predominantǎ a Danemarcei, fiind apropiați cel mai mult de alte popoare scandinave (mai precis norvegienii și suedezii). Limba daneză face parte din grupul limbilor germanice. Religia predominantǎ a danezilor este creștinismul protestant sub forma luteranismului evanghelic.

## Istorie
Primele menționǎri despre danezi, ca trib germanic provin de la Procopius și Iordanes, dupǎ cei doi aceste triburi populeazǎ Iutlanda și Scania, precum și insulele vecine. Cronicarii franci în secolul VIII îi gasesc conduși deja de regi. În anul 965, sub conducerea lui Harald I Dinți albaștri, danezii primesc oficial creștinismul. În secolul urmǎtor are loc expansiune vikingilor, astfel sunt cucerite Norvegia și Anglia de nord. După moartea lui Knut cel Mare în 1035, Anglia s-a rupt de sub controlul danezilor căzând în dezordine, de ceva timp. Sweyn Estridson (1020-1074), nepotul lui Knut, a restabilit autoritatea Regatului Danez în teritoriu și a construit o relație bună cu Arhiepiscopul de Bremen - la acel moment Arhiepiscop al Scandinaviei. În urma Reformei Protestante din secolul al XVI-lea, Danemarca se desparte de biserica catolicǎ devenind un stat luteran.